# Humularia duvigneaudii
Humularia duvigneaudii là một loài thực vật có hoa trong họ Đậu. Loài này được Symoens miêu tả khoa học đầu tiên.